# البرت، سام
البرت، سام (به فرانسوی: Albert, Somme) یک کمون و dwelling place در فرانسه است که در Canton of Albert واقع شده‌است.

## خصوصیات
البرت ۱۳٫۸ کیلومترمربع مساحت و ۱۰٬۴۱۵ نفر جمعیت دارد و ۶۷ متر بالاتر از سطح دریا واقع شده‌است.

## خواهرخوانده
شهرهای اولرستون، نیزکی و الدینهاوین خواهرخوانده‌های البرت، سام هستند.